# Triathlon vid olympiska sommarspelen 2012
De olympiska tävlingarna 2012 i triathlon avgjordes den 4 och 7 augusti 2012 i Hyde Park, London.
Herrarnas tävling över en olympisk distans bestod av 1 500 meter simning, 43 kilometer på cykel, och 10 kilometer löpning, damernas olympisk distans var likadan förutom cykelsträckan som var tre kilometer kortare.

## Medaljsammanfattning
| Gren                         | Guld                             | Guld                             | Silver                              | Silver                              | Brons                            | Brons                            |
| ---------------------------- | -------------------------------- | -------------------------------- | ----------------------------------- | ----------------------------------- | -------------------------------- | -------------------------------- |
| Damernas triathlon detaljer  | Nicola Spirig Schweiz*           | Nicola Spirig Schweiz*           | Lisa Nordén Sverige*                | Lisa Nordén Sverige*                | Erin Densham Australien          | Erin Densham Australien          |
| Herrarnas triathlon detaljer | Alistair Brownlee Storbritannien | Alistair Brownlee Storbritannien | Francisco Javier Gómez Noya Spanien | Francisco Javier Gómez Noya Spanien | Jonathan Brownlee Storbritannien | Jonathan Brownlee Storbritannien |

*Målfoto avgjorde guld och silver
Denna tabell: visa • redigera

## Medaljtabell
| Pl. | Nation         | Guld | Silver | Brons | Totalt |
| --- | -------------- | ---- | ------ | ----- | ------ |
| 1   | Storbritannien | 1    | 0      | 1     | 2      |
| 2   | Schweiz        | 1    | 0      | 0     | 1      |
| 3   | Spanien        | 0    | 1      | 0     | 1      |
| 3   | Sverige        | 0    | 1      | 0     | 1      |
| 5   | Australien     | 0    | 0      | 1     | 1      |